# Chew Bahir

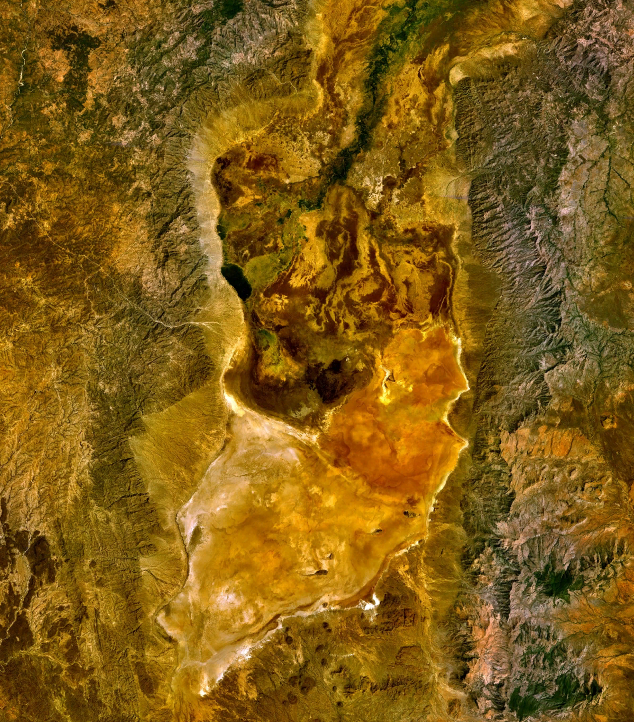
Satellitbild över Chew Bahir

Chew Bahir eller Stefaniesjön är en insjö i södra Etiopien, i Östafrikanska gravsänkesystemet, öster om Turkanasjöns norra ända. Den tidigare cirka 500 km² stora, avloppslösa saltsjön har blivit stadigt mindre, och är under torrperioden i det närmaste helt uttorkad.
Greve Sámuel Teleki var den första person från Europa som besökte sjön år 1888. Han uppkallade den efter prinsessan Stephanie av Belgien som var gift med Österrikes kronprins Rudolf.
Vittorio Bottego och flera andra utforskade senare sjöområdet runt Chew Bahir. År 1899 var sjön nästan uttorkad och två år senare var endast norra delen av Chew Bahir vattenfylld. På 1960-talet var sjön 2 000 kvadratkilometer stor, men den krympte betydligt under resten av 1900-talet.